# Zdeněk Slanina
Zdeněk Slanina (* 21. srpna 1948 Polička) je univerzitní profesor a badatel ve fyzikální chemii. Od roku 1975 se zaobírá nanouhlíky (prvé příklady jejich 3D struktur) a pak fullereny. Zabývá se též nanotechnologiemi či atmosférami kosmických těles – podílel se na interpretaci výsledků sondy k Halleyově kometě, či výskytu fullerenů v kosmickém prostoru, nebo problematice nekonvenčních adsorbérů energie při skleníkovém jevu. Také se věnuje publicistice o vědě, pseudovědě a vědecké etice, i kultuře Dalného východu a Tichomoří; těmito tématy se zabývá i na blogu (včetně poezie haiku). 
Jako jediný Čech byl uveden v Asia/Pacific Who'sWho; je držitelem diplomu za výstup na nejvyšší horu jihovýchodní Asie (Mt. Kinabalu); prošel též celým obdobím fukušimské jaderné nehody.
Na jeho podnět bylo modifikováno i jedno z etických pravidel formulovaných Americkou chemickou společností.
Vypracoval první příspěvek
z východní Evropy do série 'Učebnicové chyby', kde vyvrátil principiálně chybnou koncepci tzv. 'entropicky řízených reakcí'. Odkryl
též smyšlenou povahu řady publikovaných 'vypočtených dat' nebo vyvrátil neexistující 'objev nejsilnější klasické výbušiny'. Za
totality, ale i později, byl za toto whistleblowerství protiprávně postihován.
Dvacet let pracoval v ČSAV, s výjimkou 1985/86 kdy prováděl výzkumy na Hokkaidó univerzitě v Japonsku. Je uveden (University of Arizona) ve Stanfordském seznamu 2% celosvětově nejcitovanějších vědců úhrnem za celou profesní dráhu.
Od r. 1990 působí v centrech fullerenového výzkumu v USA, Japonsku, Mexiku, a jinde na pacifickém pobřeží. Je autorem první moderní monografie o chemické isomerii; a také ko-editorem kompendií Molecular Complexes in Earth's, Planetary, Cometary, and Interstellar Atmospheres, a Handbook of Fullerene Science and Technology; knihy (4) v NK ČR.